# Aelurillus steinmetzi
Aelurillus steinmetzi là một loài nhện trong họ Salticidae.
Loài này thuộc chi Aelurillus. Aelurillus steinmetzi được Metzner miêu tả năm 1999.